# Invisible (píseň, U2)
„Invisible“ je píseň irské rockové skupiny U2. Vyšla jako digitální singl v únoru 2014 a její autory jsou všichni členové skupiny společně s producentem Danger Mousem. K písni byl rovněž natočen videoklip, jehož režisérem byl Mark Romanek. Skupina píseň zahrála v prvním díle televizního pořadu The Tonight Show Starring Jimmy Fallon.